# Thyrateles
Thyrateles is een geslacht van insecten uit de orde vliesvleugeligen (Hymenoptera) en de familie Ichneumonidae.

## Soorten
- T. amoenapex Heinrich, 1961
- T. caliginops Heinrich, 1961
- T. camelinops Heinrich, 1961
- T. camelinus (Wesmael, 1845)
- T. gruenwaldti Heinrich, 1980
- T. haereticus (Wesmael, 1854)
- T. instabilis (Cresson, 1867)
- T. lugubrator (Gravenhorst, 1807)
- T. mormonus (Cresson, 1877)
- T. pandur (Kriechbaumer, 1882)
- T. procax (Cresson, 1877)